# Siège Rai de Bolzano
 (décembre 2019).
Si vous disposez d'ouvrages ou d'articles de référence ou si vous connaissez des sites web de qualité traitant du thème abordé ici, merci de compléter l'article en donnant les références utiles à sa vérifiabilité et en les liant à la section « Notes et références ».
Le siège Rai de Bolzano (en italien Sede Rai di Bolzano, en allemand Rai Funkhaus Bozen, en ladin Rai Balsan) est l'une des 21 directions régionales du réseau Rai 3, émettant dans la Province autonome de Bolzano et basée à Bolzano.
À la différence des autres sièges régionaux, sa programmation se fait en trois langues, italien, allemand et ladin, chacun avec les trois stations régionales de télévision et de radio nommés Rai Alto Adige, qui travaille en collaboration avec le siège régionale de Trente, Rai Südtirol et Rai Ladinia.

## Histoire
Le siège Rai de Bolzano est créé le 12 juillet 1928 en langue italienne jusqu'en 1960 quand le Rai commence la programmation en langue allemande, du nouveau siège de la radio de la place Mazzini. Il faut attendre le 7 février 1966 pour écouter journellement  les premières émissions de télévision sur Rete 2 (aujourd'hui Rai 2), entre 20 h et 21 h. Depuis le 15 décembre 1979, Rai Bozen diffuse sur un canal séparé (Rai 3 Südtirol (it)) pour permettre la transmission des programmes trilingues. En 1988 commence la programmation en langue ladin, mais le même année, le siège Rai est la cible d'un attentat par les groupes armés sécessionnistes, qui endommage gravement le bâtiment, restauré par la suite.

## Identité visuelle

### Identité visuelle (logo)

Ancien logo de Siège Rai de Bolzane du 2010 au 2014.

## Émissions régionales
- Rai Alto Adige
  - TGR Trentino-Alto Adige (Bolzano) : toute l'actualité régionale diffusée chaque jour de 14h00 à 14h20, 19h30 à 19h55 et 00h10
  - TGR Meteo : météo régionale, remplacé par Rai Meteo Regionale le 3 juin 2018
  - Buongiorno Regione (en français « Bonjour Région ») : toute l'actualité régionale diffusée chaque jour du lundi au vendredi de 7h30 à 8h00, il n'est pas diffusé en été.
- Rai Südtirol
- Rai Ladinia
  - TRaiL (Televijion Rai Ladina) : toute l'actualité diffusée chaque jour de 19:55 et 22:00 créé en 1998